# جون تامانو
جون تامانو (باليابانية: 玉乃 淳) (19 يونيو 1984 في شينجوكو في اليابان – )؛ هو لاعب كرة قدم ياباني سابق كان يلعب كلاعب وسط.

## وصلات خارجية
- جون تامانو على موقع رابطة كرة القدم اليابانية للمحترفين (اليابانية)
- جون تامانو على موقع قاعدة بيانات كرة القدم.إي يو (الإنجليزية)
- جون تامانو على موقع Soccerway.com (الإنجليزية)
- جون تامانو على موقع عالم كرة القدم.نت (الإنجليزية)